# Ljudinspelning
Ljudinspelning är en process där ljud lagras på någon form av media. Det vanligaste sättet inom studioinspelningar idag är att spela in med hjälp av en dator. Inom professionella ljudinspelningar har ljudsystemet Pro Tools blivit ett slags standard. Det finns även svenska företag som erbjuder detta, exempelvis Reason Studios (tidigare Propellerhead).
Det första inspelade ljudet man hittat är ifrån 1860, och spelades in av en fransyska som sjunger den franska sången "Au clair de la lune" på en fonoautograf som uppfanns av Édouard-Léon Scott de Martin.
En av den tidigaste bevarade inspelningen, där man kan höra en röst på svenska, spelades in på en fonografrulle år 1904 i  Bishop Hill i Illinois, USA av Jonas Berggren. Rösten tillhör den svenske emigranten Peter Wickblom (född 1810) som berättar om sin resa över till Amerika.

## Exempel på inspelningsmedier
- DAW (Digital Audio Workstation) - Digital inspelningsstudio
- dator
- portastudio
- DAT
- fonografrulle (fonografcylinder)
- grammofonskiva
- stålband
- ståltråd (Magnefon)
- Rullband (elektronik)
- kassettband
- CD
- minidisc
- mp3-spelare